# Epidendrum cnemidophorum
Epidendrum cnemidophorum Lindl., 1853, è una pianta della famiglia delle Orchidacee originaria dell'America centrale.

## Descrizione
È un'orchidea di medie dimensioni che cresce epifita sugli alberi della foresta tropicale montana. E. cnemidophorum presenta steli robusti glabri, verdi, interamente coperti da foglie alterne, distiche, amplessicauli, ad apice acuto.
La fioritura avviene normalmente in inverno, mediante un'infiorescenza terminale, derivata da uno stelo maturo, racemosa, pendula, recante da 3 fino a 10 fiori. Questi sono grandi mediamente 5 centimetri, sono gradevolmente profumati, hanno petali e sepali a forma dovato ellittica, di colore verde variegato di rosso porpora; il labello è  imbutiforme e trilobato di colore variabile dal bianco al rosa intenso.

## Distribuzione e habitat
La specie è originaria dell'America centrale, in particolare di Guatemala, El Salvador, Honduras, Nicaragua e Costa Rica, dove cresce epifita sugli alberi della foresta pluviale montana.

## Sinonimi
Epidendrum macrobotryum Lindl. ex Rchb.f., 1856, nom. superfl.

Epidendrum affine Rchb.f., 1856, nom. illeg.

Epidendrum pfavii Rolfe, 1894

Encyclia affinis Schltr., 1918

## Coltivazione
Questa pianta ha necessità di buona luce, con temperature miti tutto l'anno, più calde e con irrigazioni all'epoca della fioritura.